# Clásica de Loire-Atlantique 2019
La 20.ª edición de la clásica ciclista Clásica de Loire-Atlantique fue una carrera en Francia que se celebró el 30 de marzo de 2019 con inicio y final en la ciudad de La Haie-Fouassière sobre un recorrido de 182,8 kilómetros.
La carrera formó parte del UCI Europe Tour 2019, dentro de la categoría UCI 1.1. El vencedor fue el francés Rudy Barbier del Israel Cycling Academy seguido del también francés Marc Sarreau del Groupama-FDJ y el irlandés Rory Townsend del Canyon dhb p/b Bloor Homes.

## Equipos participantes
Tomaron parte en la carrera 19 equipos: 2 de categoría UCI WorldTeam; 10 de categoría Profesional Continental; y 7 de categoría Continental. Formando así un pelotón de 124 ciclistas de los que acabaron 86. Los equipos participantes fueron:
| WorldTeams (2)- AG2R La Mondiale - Groupama-FDJ Equipos continentales profesionales (10)- Cofidis, Solutions Crédits - Israel Cycling Academy - Delko-Marseille Provence - Rally UHC Cycling - Androni Giocattoli-Sidermec - Direct Énergie - Sport Vlaanderen-Baloise - Arkéa-Samsic - Euskadi Basque Country-Murias - Vital Concept-B&B Hotels Equipos continentales (7)- Amore & Vita-Prodir - EvoPro Racing - BHS-Almeborg Bornholm - Natura4Ever-Roubaix Lille Métropole - Canyon DHB p/b Bloor Homes - Saint Michel-Auber 93 - Cibel-Cebon |
| |

## Clasificación final
- Las clasificaciones finalizaron de la siguiente forma:[3]

| \| Clasificación general \| Clasificación general \| Clasificación general \| Clasificación general \| Clasificación general \| \| Ciclista \| Ciclista \| Equipo \| Tiempo \| \| \| --------------------- \| --------------------- \| ----------------------------------- \| --------------------- \| --------------------- \| \| 1.º \| Rudy Barbier \| Israel Cycling Academy \| 4 h 28 min 10 s \| \| \| 2.º \| Marc Sarreau \| Groupama-FDJ \| + 0 s \| \| \| 3.º \| Rory Townsend \| Canyon DHB p/b Bloor Homes \| + 0 s \| \| \| 4.º \| Adam de Vos \| Rally UHC Cycling \| + 0 s \| \| \| 5.º \| Jonathan Hivert \| Direct Énergie \| + 0 s \| \| \| 6.º \| Kévin Réza \| Vital Concept-B&B Hotels \| + 0 s \| \| \| 7.º \| Gianni Marchand \| Cibel \| + 0 s \| \| \| 8.º \| Alexandre Geniez \| AG2R La Mondiale \| + 0 s \| \| \| 9.º \| Kévin Le Cunff \| Saint Michel-Auber 93 \| + 0 s \| \| \| 10.º \| Thibault Ferasse \| Natura4Ever-Roubaix Lille Métropole \| + 0 s \| \| |                  |                                     |                 |
| |                  |                                     |                 |
| Fuente: ProCyclingStats |                  |                                     |                 |
| Clasificación general |                  |                                     |                 |
| Ciclista | Ciclista         | Equipo                              | Tiempo          |
| 1.º | Rudy Barbier     | Israel Cycling Academy              | 4 h 28 min 10 s |
| 2.º | Marc Sarreau     | Groupama-FDJ                        | + 0 s           |
| 3.º | Rory Townsend    | Canyon DHB p/b Bloor Homes          | + 0 s           |
| 4.º | Adam de Vos      | Rally UHC Cycling                   | + 0 s           |
| 5.º | Jonathan Hivert  | Direct Énergie                      | + 0 s           |
| 6.º | Kévin Réza       | Vital Concept-B&B Hotels            | + 0 s           |
| 7.º | Gianni Marchand  | Cibel                               | + 0 s           |
| 8.º | Alexandre Geniez | AG2R La Mondiale                    | + 0 s           |
| 9.º | Kévin Le Cunff   | Saint Michel-Auber 93               | + 0 s           |
| 10.º | Thibault Ferasse | Natura4Ever-Roubaix Lille Métropole | + 0 s           |

## UCI World Ranking
La Clásica de Loire-Atlantique otorgó puntos para el UCI World Ranking para corredores de los equipos en las categorías UCI WorldTeam, Profesional Continental y Equipos Continentales. Las siguientes tablas son el baremo de puntuación y los 10 corredores que obtuvieron más puntos:
| Posición   | 1.º | 2.º | 3.º | 4.º | 5.º | 6.º | 7.º | 8.º | 9.º | 10.º | 11.º | 12.º | 13.º-15.º | 16.º-25.º |
| Puntuación | 125 | 85  | 70  | 60  | 50  | 40  | 35  | 30  | 25  | 20   | 15   | 10   | 5         | 3         |

| Clasificación |                  |                                     |        |
| Posición      | Ciclista         | Equipo                              | Puntos |
| ------------- | ---------------- | ----------------------------------- | ------ |
| 1.º           | Rudy Barbier     | Israel Cycling Academy              | 125    |
| 2.º           | Marc Sarreau     | Groupama-FDJ                        | 85     |
| 3.º           | Rory Townsend    | Canyon dhb p/b Bloor Homes          | 70     |
| 4.º           | Adam de Vos      | Rally UHC                           | 60     |
| 5.º           | Jonathan Hivert  | Direct Énergie                      | 50     |
| 6.º           | Kévin Réza       | Vital Concept-B&B Hotels            | 40     |
| 7.º           | Gianni Marchand  | Cibel                               | 35     |
| 8.º           | Alexandre Geniez | AG2R La Mondiale                    | 30     |
| 9.º           | Kévin Le Cunff   | Saint Michel-Auber93                | 25     |
| 10.º          | Thibault Ferasse | Natura4Ever-Roubaix Lille Métropole | 20     |